# Peter Buell Porter
Peter Buell Porter (Salisbury, 14 de agosto de 1773-Niagara Falls, 20 de marzo de 1844) fue un abogado, militar y político estadounidense, que se desempeñó como Secretario de Guerra de los Estados Unidos entre 1828 y 1829.

## Biografía

### Primeros años
Nació en Connecticut el 14 de agosto de 1773, siendo uno de los seis hijos de Joshua Porter (1730-1825) y Abigail Buell (1734-1797). Asistió y se graduó de la Universidad Yale en 1791. También estudió leyes en Litchfield (Connecticut) con el juez Tapping Reeve.

### Carrera
En 1793 fue admitido en el colegio de abogados y comenzó su práctica en Canandaigua (Nueva York). Desde 1797 hasta 1804, fue secretario del condado de Ontario, y fue miembro de la Asamblea Estatal de Nueva York (en representación de los condados de Ontario y Steuben) en 1802. En 1809, se mudó a Black Rock, posteriormente parte de Búfalo (Nueva York), y se convirtió en miembro de la Porter, Barton & Company con su hermano Augustus, controlando el transporte en el río Niágara.
En 1809, fue elegido miembro de la Cámara de Representantes de los Estados Unidos como demócrata-republicano. Formó parte de los 11.º y 12.º Congresos, desde el 4 de marzo de 1809 hasta el 3 de marzo de 1813. Fue presidente del comité que recomendó la preparación para la guerra contra el Reino Unido, y fue conocido como uno de los primeros partidarios de James Madison. Porter, junto con Henry Clay y otros, presionaron a Madison para que declarara la guerra, en lo que se conoció como la guerra anglo-estadounidense de 1812.
Mientras estaba en el Congreso, al darse cuenta del nivel de falta de preparación de los Estados Unidos para la guerra, presionó por un mayor número de soldados y suministros. Desde mayo de 1812, se desempeñó como asistente del intendente general de la milicia del estado de Nueva York. Como general de brigada, participó y criticó las abortivas operaciones del general Alexander Smyth contra el Canadá británico en 1813 en la batalla de Black Rock, que culminó en un duelo sin sangre entre los dos.
Posteriormente comandó una brigada de milicias de Nueva York que incorporó un contingente de iroqueses y dirigió su comando con distinción. Negoció un acuerdo con Red Jacket, quien accedió a proporcionar 500 soldados bajo el mando de Porter. Por sus acciones, se le otorgó la Medalla de Oro del Congreso de los Estados Unidos del 3 de noviembre de 1814 «por galantería y buena conducta» durante la batalla de Chippewa, la batalla de Niágara y el sitio de Fort Erie.
Con el final de las operaciones militares, se trasladó a Washington D. C., donde el presidente Madison le dio el mando de todas las fuerzas estadounidenses en la frontera del Niágara.
Entre 1810 y 1816, también fue miembro de la comisión del Canal Erie, una comisión de navegación interior establecida en 1810 por la Legislatura del Estado de Nueva York para estudiar una ruta del canal desde el río Hudson hasta los Grandes Lagos.
Desde febrero de 1815 a febrero de 1816, se desempeñó como Secretario de Estado de Nueva York como demócrata-republicano bajo el mando del gobernador Daniel D. Tompkins. También fue elegido para el 14.º Congreso de los Estados Unidos. Aunque su período en el Congreso comenzó el 4 de marzo de 1815, tomó asiento el 11 de diciembre de 1815. El 23 de enero de 1816, renunció, habiendo sido nombrado comisionado en virtud del Tratado de Gante.
Se convirtió en regente de la Universidad Estatal de Nueva York en 1824, ocupando ese cargo hasta 1830. Fue nuevamente miembro de la Asamblea Estatal (por el condado de Erie) en 1828, pero dejó su puesto cuando fue nombrado miembro del Gabinete.
Desde el 16 de mayo de 1828 hasta el 9 de marzo de 1829, se desempeñó como Secretario de Guerra de los Estados Unidos bajo el mandato del presidente John Quincy Adams, y fue un defensor de la eliminación de los nativos orientales más allá del río Misisipi. Se mudó a Niagara Falls (Nueva York) en 1836 y fue un elector presidencial del partido Whig en 1840.

## Homenajes
El Fuerte Porter y la avenida Porter Búfalo (Nueva York), la calle Porter en Niagara Falls (Nueva York), y la localidad de Porter en el condado de Niágara, fueron nombrados en su honor. En 1834, fue botado en el lago Erie un barco de vapor llamado General Porter.